# Patricio Arabolaza
Patricio Arabolaza, född 17 mars 1893 i Irun, död 11 mars 1935 i Irun, var en spansk fotbollsspelare.
Arabolaza blev olympisk silvermedaljör i fotboll vid sommarspelen 1920 i Antwerpen.